# Индустриальное общество

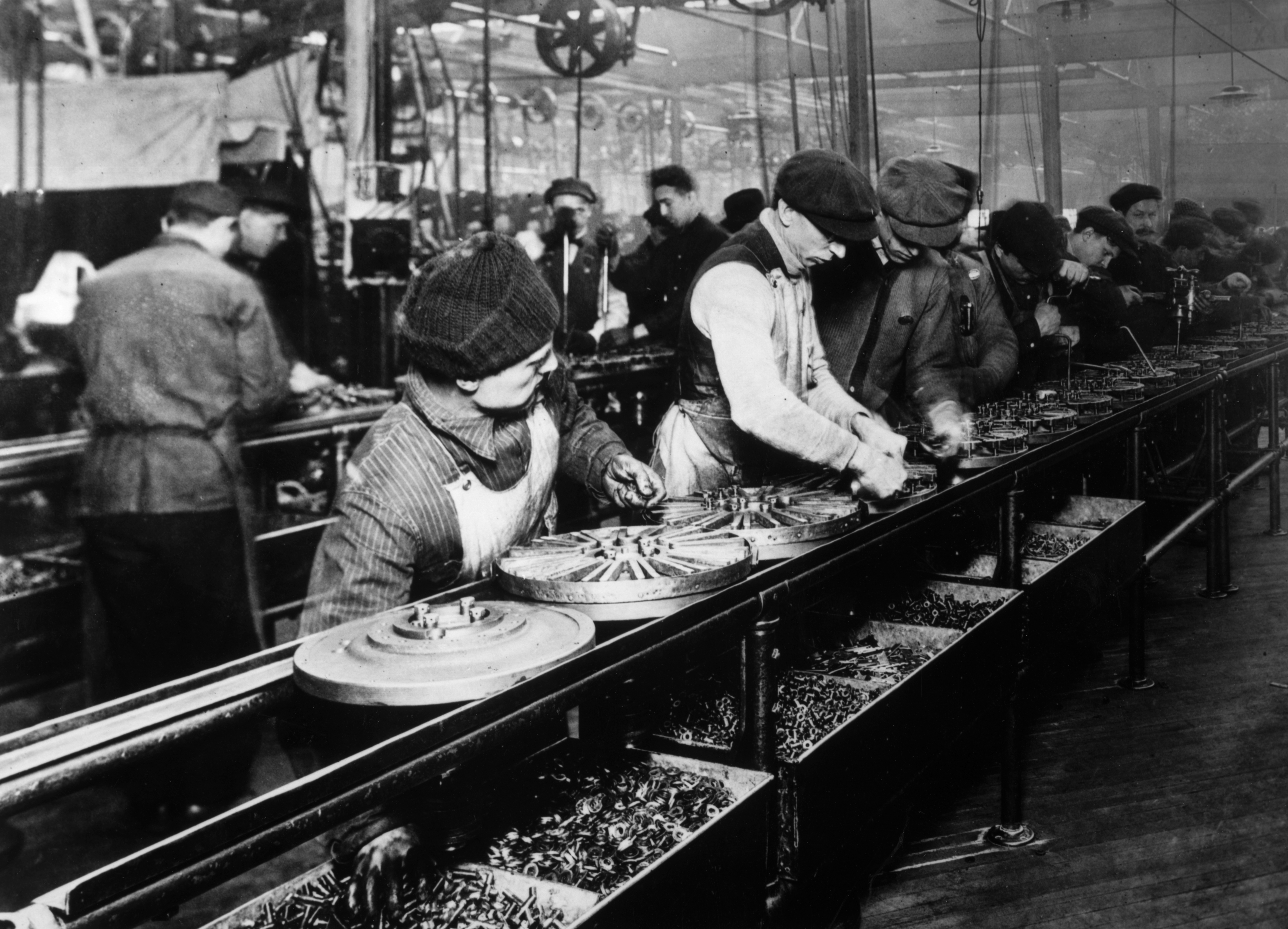
Первая поточная линия сборки на автомобильном заводе Ford, 1913 год

Индустриа́льное о́бщество или промышленное общество — общество, сформировавшееся в процессе и в результате индустриализации, развития машинного производства, возникновения адекватных ему форм организации труда, применения достижений научно-технологического прогресса. Характеризуется поточным производством, механизацией и автоматизацией труда, развитием рынка товаров и услуг, гуманизацией экономических отношений, возрастанием роли управления, формированием гражданского общества. Термин был введён французским философом и социологом Анри де Сен-Симоном.
Индустриальное общество — это общество, основанное на промышленности с гибкими динамичными структурами, для которого характерны: разделение труда и рост его производительности, высокий уровень конкуренции, ускоренное развитие предпринимательского ресурса и человеческого капитала, развитие гражданского общества и систем управления всех уровней, широкое развитие средств массовой коммуникации, высокий уровень урбанизации и рост качества жизни.
Индустриальное общество возникает в результате промышленной революции. Происходит перераспределение рабочей силы: занятость населения в сфере сельского хозяйства падает с 70—80 % до 10—15 %, за счёт чего возрастает доля занятости населения в промышленности, торговле и других несельскохозяйственных сферах занятости, что ведёт к росту доли городского населения (80—85 %).
Доминирующим фактором производства становится предпринимательская деятельность. Впервые ввёл предпринимательский ресурс в качестве ведущего фактора развития Йозеф Шумпетер.
В результате научно-технической революции индустриальное общество трансформируется в постиндустриальное общество.

## Черты индустриального общества
1. Рост и развитие специального и общего образования, науки, культуры, качества жизни, инфраструктуры.
2. Переход к машинному производству.
3. Перемещение населения в города — урбанизация.
4. Неравномерность роста экономики и развития — стабильный рост чередуется со спадами и кризисами.
5. Ускорение общественно-исторического прогресса.
6. Эксплуатация природных ресурсов, зачастую во вред экологии.
7. Основа экономики — конкурентные рынки и частная собственность. Право собственности на средства производства рассматривается как естественное и неотъемлемое.
8. Трудовая мобильность населения высока, возможности социальных перемещений практически не ограничены.
9. Важнейшими ценностями в индустриальном обществе признаны предприимчивость, узкая специализация (что сказывается на принципах образования), индивидуализм, способность и готовность к новациям.
10. Женщины активно вовлекаются в процесс производства.
11. Рабочие составляют значительную часть населения.

По мнению некоторых учёных, главным критерием того, что в данной стране сформировалось индустриальное общество является то, что в сельском хозяйстве работает не более 50 % населения. Этот критерий позволяет довольно точно определить страны, находящиеся на доиндустриальном этапе.
Для индустриального общества характерны резкий рост промышленного и сельскохозяйственного производства; ускоренное развитие науки и техники, средств коммуникации, изобретение газет, радио и телевидения; расширение возможностей просветительской и образовательной деятельности; рост населения и увеличение продолжительности его жизни; образование монополии, сращивание промышленного капитала с банковским, значительное повышение уровня и качества жизни в сравнении с предыдущими эпохами; повышение мобильности населения; разделение труда не только в рамках отдельных стран, но и в международном масштабе; централизованное государство; сглаживание вертикальной дифференциации населения (деления его на касты, сословия, классы) и усиление горизонтальной дифференциации (деления общества на нации, «миры», регионы). 